# Грузинський чай

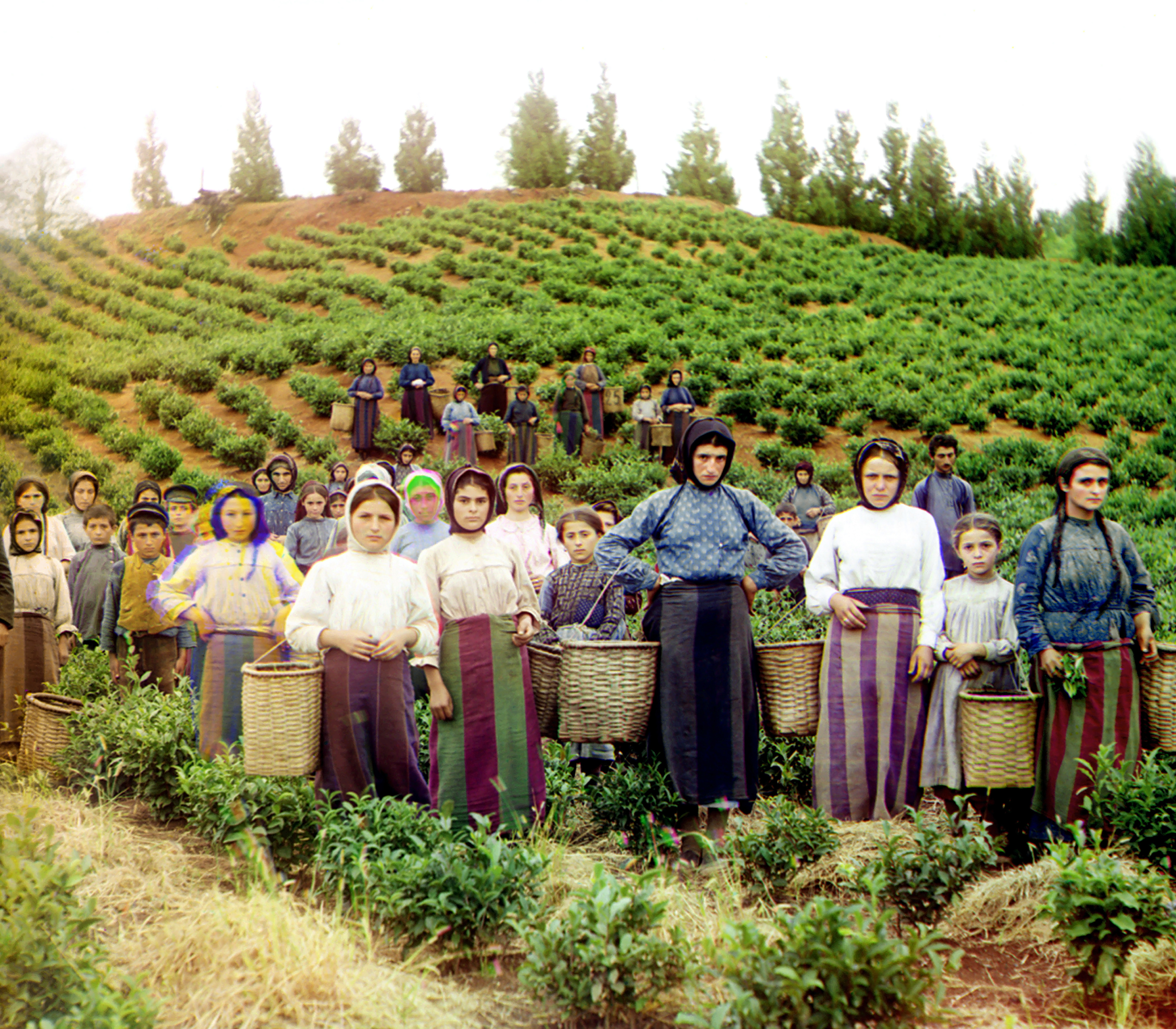
Працівниці грецького походження на чайній плантації поблизу Батумі, прибл. 1909—1915. Фото з архіву Сергія Прокудіна-Горського

Грузинський чай (груз. ქართული ჩაი) — чай, що вироблявся в Російській Імперії, Радянському Союзі (на території Грузинської РСР), а наразі — у Грузії.

## Історія
Масове споживання чаю, що перетворилося у Росії до початку XIX століття майже на національну традицію, природно, призвело до думки про виробництві чайного листа безпосередньо на території Російської імперії. Такі спроби робилися в XIX — на початку XX століття неодноразово, хоча систематична робота зі створення вітчизняного чаю розпочалася лише за часів СРСР. Перші спроби виростити чай у Росії робилися в 1830-х роках (у той же час, коли англійці створювали своє чайне виробництво в колоніях, зокрема, в Індії). Розводити чай намагалася спочатку православна церква, пізніше цим зайнялися деякі багаті землевласники. Відомі досліди з розведення чаю, зроблені грузинськими князями Еріставі. Першопрохідцем у науковому розведенні чаю на плантаціях Батумського ботанічного саду став російський учений Андрій Краснов ще 1910-ті рр.
Перші промислові плантації чаю на території Грузії з'явились після Кримської війни (1853—1856) — полонений англійський офіцер Джекоб Макнамарра, який одружився з грузинкою та залишився жити в Грузії, створив невеликі плантації в районі Озургеті та Чакві і розгорнув виробництво чаю. На торгово-промисловій виставці 1864 року був вперше представлений «кавказький чай». Утім, якість цього чаю була невисока, і використовувався він виключно для примішування до китайського чаю.

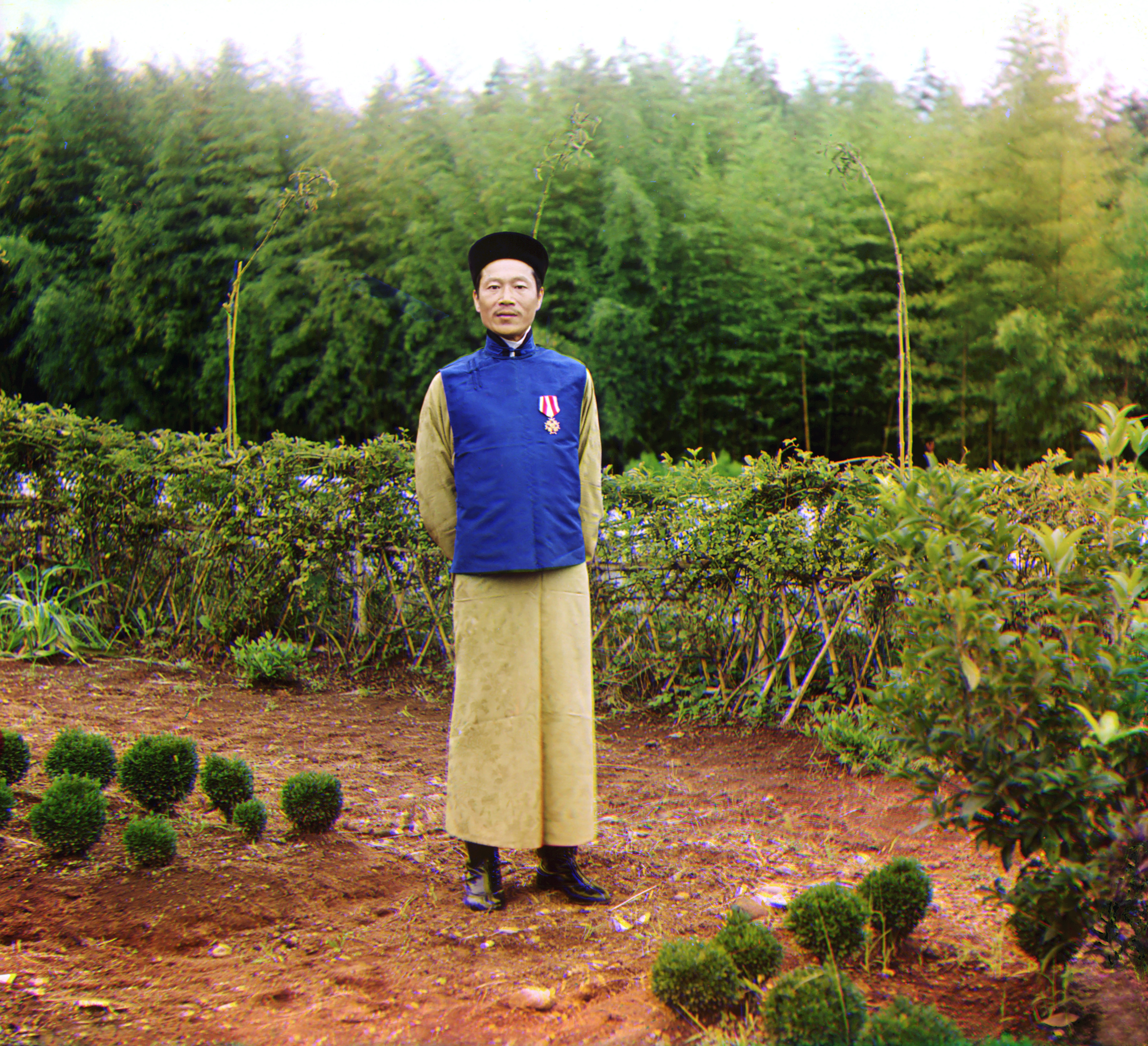
Лау Джон Джау на чайній плантації біля Батумі, між 1905 і 1915 роками. Фото з архіву Сергія Прокудіна-Горського

У 1893 році Костянтин Семенович Попов, спадкоємець і продовжувач сімейного чайного бізнесу, започаткованого Костянтином Поповим, придбав декілька ділянок під чайні плантації в Чакві поблизу Батумі, придбав саджанці і насіння чайного куща і запросив з Китаю фахівця з чаю Лау Джона Джау та декілька китайських робітників. Під керівництвом Лау Джон Джау було вирощено чайне листя високої якості, у 1896 був отриманий перший чай із нових плантацій, а в 1900 чай плантацій Попова отримав золоту медаль на виставці в Парижі.

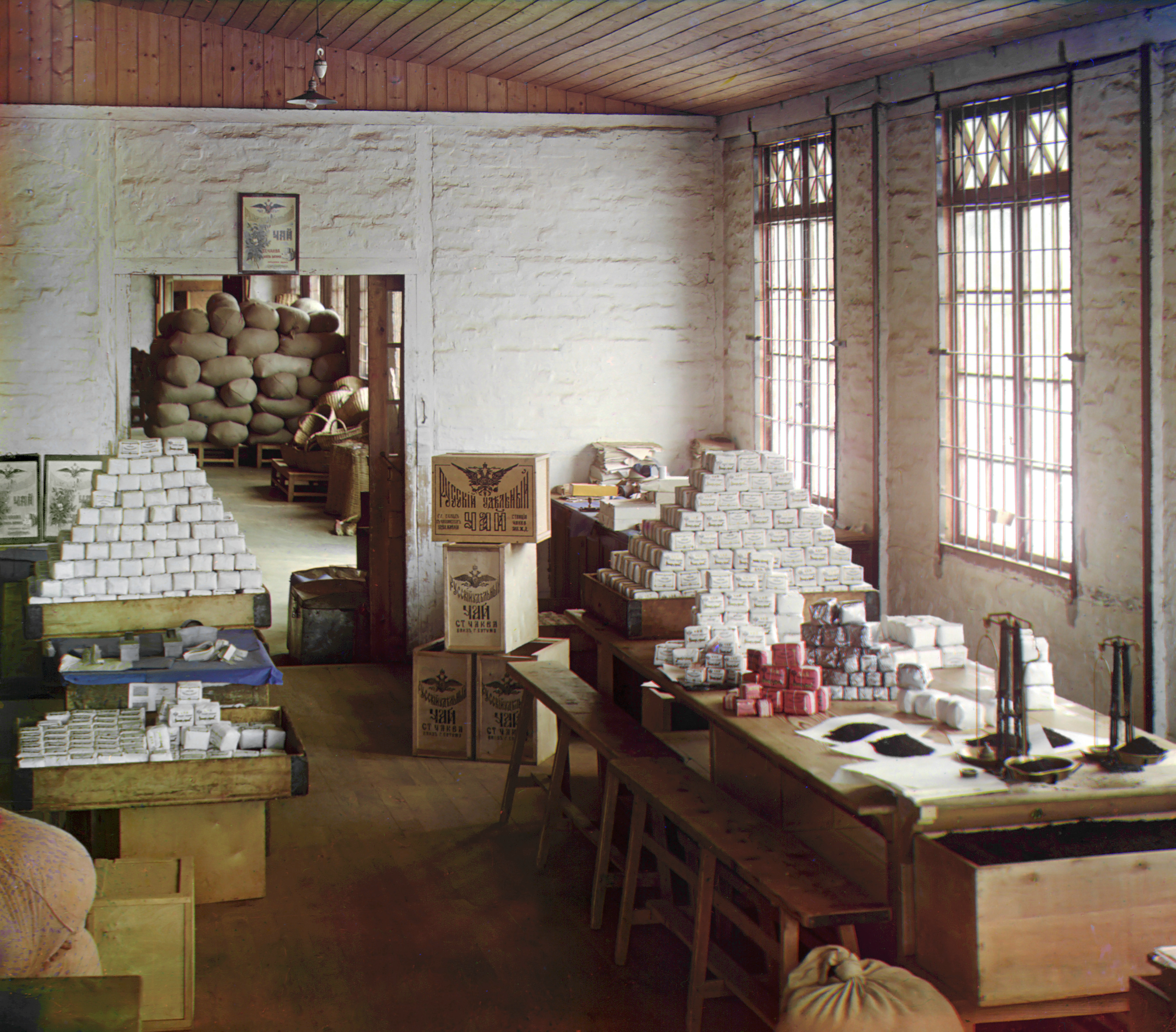
Чаєрозважувальна фабрика Удільного відомства поблизу Батумі, бл. 1909—1915. Фото з архіву Сергія Прокудіна-Горського

До початку XX століття було доведено, що грузинський чайний кущ, при правильному зборі та обробці, може давати високоякісний чай. Випущені до революції сорти «Богатир», «Кара-Дере», «Зедобань», «Озургетський» були дуже якісними. Завдяки високому вмісту тіпсів (чайних бруньок) вони могли успішно змагатися з китайськими чаями. Одним із найкращих вважався «Російський чай Дядюшкіна» — чорний чай із вмістом тіпсів до 5,5 %, який за якістю перевершував простий китайський чай. Цей сорт отримав золоту медаль на Паризькій виставці 1899 року.
Проте, за обсягами виробництва грузинський чай не міг скласти реальної конкуренції привізному. Чаївництво розвивалося повільно: до 1917 року загальна площа всіх чайних плантацій у Росії трохи перевищувала 900 га . Реального економічного значення вони не мали, переважно у Росії продовжували пити китайський чай.
Активний розвиток чаївництва у Грузії розпочався вже за радянських часів. У 1920-ті роки було прийнято програму з розвитку чайної справи у країні, створено Анасеульський науково-дослідний інститут чаю, чайної промисловості та субтропічних культур, мета робіт якого була в селекційній роботі з виведення нових сортів чаю. У різних регіонах Західної Грузії було збудовано кілька десятків чайних фабрик. Почалися регулярні посадки чайних плантацій (старі до 1920 повністю загинули).
У 1948 році Ксенія Бахтадзе вперше у світі вивела штучні гібриди чаю: сорти «Грузинський № 1» та «Грузинський № 2». Згодом селекційна робота тривала, були виведені якісні сорти чаю, які мають при цьому унікальну життєздатність. Так, наприклад, гібрид «Грузинський селекційний № 8» витримував зимові температури до –25 °C.

Бляшана коробочка з-під грузинського чаю. Чаєрозважувальна фабрика ім. Леніна

Бляшана коробочка з-під грузинського чаю: Московський (міський) раднаргосп

Размах социалистического строительства охватил советские субтропики. В результате огромного труда грузинских крестьян, агрономов, учёных Черноморское побережье Грузии стало краем обширных чайных плантаций. Но это произошло не вдруг, не сразу были собраны в кулак силы для наступления на субтропическую целину. ЦК ВКП(б) ещё в 1931 г. поставил перед Грузинской партийной организацией задачу максимального расширения чайных плантаций (в совхозах), а также всемерного внедрения этой культуры в колхозах, путём ряда специальных поощрительных мероприятий (хлебоснабжение, снабжение промтоварами, льготы по кредиту и т. д.)… Советское правительство стало выдавать крестьянам долгосрочные ссуды. И дело двинулось! Площади чайных плантаций стали расти год от года, вытесняя дикие заросли и топи болот. Уже в годы первых пятилеток Советский Союз смог отказаться от импорта чайных семян и значительно сократить ввоз чая из-за рубежа. Чаеводство стало гордостью социалистического земледелия Грузии, её ведущей отраслью. Сейчас плантации грузинского чая занимают свыше 64 тысяч гектаров. Отдельные колхозы и совхозы получают по 5—7 тысяч килограммов листа с гектара. Смешно вспоминать в наши дни предсказания некоторых «специалистов» насчёт того, что «разведение кавказского чая не имеет для России практического значения» и что «очень далеко то время, когда кавказский чай завоюет себе рынки в европейской России».
До кінця 1970-х років у Грузії готового чаю вироблялося 95 тис. т на рік. Грузинський чай ішов на експорт до Польщі, НДР, Угорщини, Румунії, Фінляндії, Чехословаччини, Болгарії, Югославії, Афганістану, Ірану, Сирії, Південного Ємену, Монголії. У Грузії вироблявся чорний байховий чай, зелений листовий, плитковий, цегляний. Чорний чай споживали європейські республіки СРСР та країни Європи, зелений — Казахстан, Туркменія, Узбекистан, країни Середньої Азії. Була розроблена технологія виробництва жовтого чаю, проте в масове виробництво він не пішов, оскільки жодне з підприємств не взялося за його освоєння.
У 1970-х роках, разом із зростанням обсягу виробництва грузинського чаю, було відзначено прогресуюче падіння його якості. Перехід із ручного збору чайного листа на механічний призвів до різкого погіршення якості сировини. До складу чаю потрапляло не тільки верхнє, молоде листя і тіпси, а й нижнє, старе і грубе листя. Уникнути цього при механічному зборі неможливо навіть за ідеального стану обладнання, а за неточного налаштування чаєзбиральних машин дуже низька якість зібраної сировини стає практично правилом. Допускалися і прямі порушення технології збирання чайного листа, наприклад, збирання його за сирої погоди. Свій вплив на погіршення якості зробили і спроби переходу на прискорені способи обробки листа, які також робилися наприкінці 1970-х років. Зокрема, з процесу виробництва було виключено окремий процес ферментації (передбачалося, що достатній ступінь ферментації листа досягається у процесі скручування), дворазове сушіння було замінене на одноразове з подальшою термічною обробкою, що призводило до погіршення аромату чаю при тому, що він все одно виходив недосушеним.
За останнє десятиліття існування СРСР виробництво чаю у Грузії знизилося до 57 тис. т, при цьому через падіння якості практично до споживача доходило менше половини цієї кількості, оскільки решта вибраковувалася на чаєрозважувальних фабриках. Деградація якості призвела до формування стійкого уявлення про грузинський чай як неякісний продукт, який можна споживати лише за відсутності будь-якої альтернативи.
У перші роки після розвалу СРСР і російське, і грузинське виробництво чаю було занедбано. Грузія не мала причин зберігати це виробництво, оскільки єдиним її ринком була Росія, яка через падіння якості грузинського чаю вже переорієнтувалася на закупівлю чаю в інших державах. У наступні роки чайне виробництво у Грузії почало поступово відновлюватися, хоча досі грузинський чай не повернув собі колишніх позицій. Сучасний грузинський чай за якістю набагато кращий за той, що вироблявся останніми роками радянської влади, загалом він характеризується як «нормальний, середньої міцної якості чай із добре вираженими натуральними ознаками», при цьому він суттєво дешевший за китайський чи індійський. Відомі виробники: Гурієлі, Шемокмеді, Самая.

## Номенклатура

### Чорний грузинський чай
Чорний грузинський чай веде своє походження від китайського, переважно від відомого сорту кіминь (кімун). На його якості (вищих сортів) позитивно позначається наявність тіпсів. Настій грузинського чаю має менш виражене забарвлення, ніж індійський або цейлонський, для отримання міцного чаю його слід заварювати 1,5-2 чайні ложки на чашку. Правильно заварений якісний грузинський чай — ароматний, із приємним, нерізким смаком. Використання грузинського чаю в сумішах з індійським або цейлонським можливе, але призводить до маскування його природного смаку, тому що смак індійського та цейлонського чаю значно різкіший. Ще однією особливістю грузинського чаю є його здатність швидко екстрагуватися.
Недоліки грузинського чаю — наявність сторонніх включень, пилу, частин пагонів та грубого нижнього листя, порушення технології, використання невиправдано скорочених технологій виробництва. Усі ці недоліки, характерні для грузинського чаю радянського періоду, створили йому погану славу, що й досі зберігається.
Номенклатура чорних грузинських чаїв була небагата:
- Букет Грузії.
- Екстра.
- Вищий сорт.
- Перший сорт.
- Другий сорт.

«Букет» та «Екстра» мали найвищу якість, чистоту. Ці чаї виготовлялися тільки з верхніх листів куща і містили тіпси. Вищий сорт — нормальний чорний різаний листовий чай із першого листя. Якість першого сорту вже була помітно нижча, головним чином, через найгіршу чистоту та включення великої кількості пагонів. Чай другого сорту вироблявся з листя і пагонів машинного складання, містив дуже багато сторонніх включень і був дуже непопулярний.
Можна також відзначити «Чай № 36» і чай «Бадьорість» — у їх основі також лежав грузинський чайний матеріал, але суттєво «розбавлений» імпортним індійським або цейлонським чаєм, через що ці сорти мали більшу популярність, ніж просто грузинський чай.
Несподівану популярність мав «Чай № 20». Незважаючи на те, що він був віднесений до 2 сорту, цей чай, по-перше, містив до 1/5 індійського або цейлонського чаю, що надавали задовільну міцність настою, а по-друге — матеріали, відбраковані для сортів «Букет» та «Екстра». Доступний у торговельній мережі значно частіше, ніж грузинські чаї вищих сортів та в поєднанні з непоганою якістю, цей чай завоював популярність у радянських покупців.
Цікава думка Похльобкіна про грузинський чай: він писав, що сам по собі грузинський чай зовсім не поганий, і його недоліки пов'язані з порушеннями технології на всіх етапах виробництва, від збирання листа до пакування. Похльобкін запропонував свій спосіб заварювання грузинського чорного чаю, що дозволяє частково компенсувати порушення технології та отримати якісний напій: попередньо просіяти чай, щоб відокремити крихту та пил, яких може бути до 15-20 %, розжарити сухий чайник для заварювання до температури 100—120 °C, покласти полуторне навішування чаю (1,5 ложки на чашку плюс 1,5-2 ложки) і залити гарячою водою, обов'язково м'якою. За такого процесу сухий чай піддається в гарячому чайнику додаткової термообробки, за якої листя «віддає» аромат.

### Зелений грузинський чай

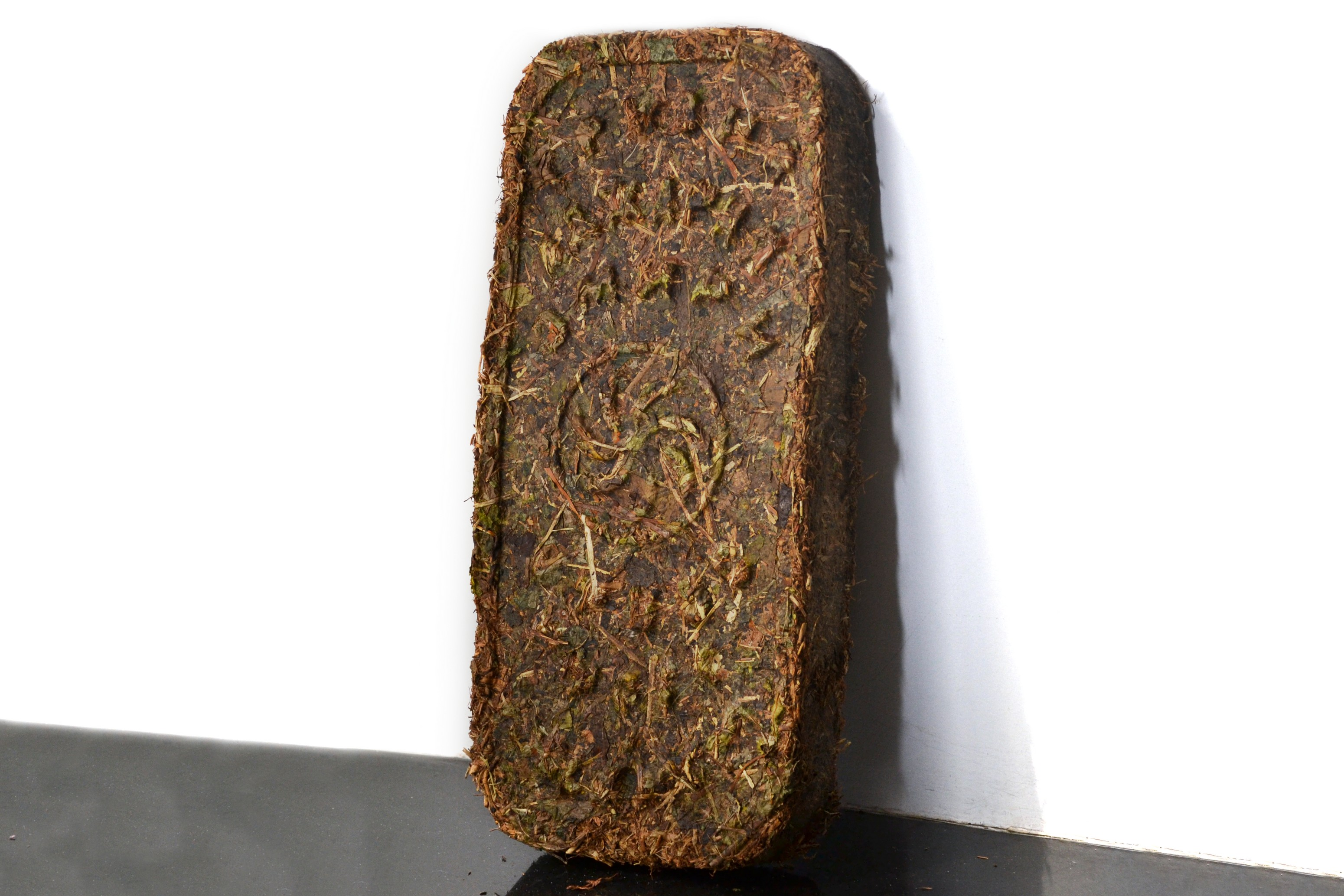
Грузинський пресований чай

Номенклатура грузинських зелених чаїв набагато ширша, ніж чорних, і містила декілька десятків торгових сортів. Різновиди зеленого листового грузинського чаю маркувалися «номерами» — від № 10 до № 125. Номер вказує на якість — № 10 відповідав найнижчій якості третього сорту (фанінгс), № 125 мав найкращий зелений чай найвищого ґатунку. Вище № 125 стояли «Букет Грузії» та «Екстра». Номенклатура сортів виглядала так:
- Букет Грузії — чай найвищої якості, поза шкалою номерів.
- Екстра — чай найвищої якості (трохи гірший за «букет»), поза шкалою номерів.
- Вищий сорт — № 111, 125.
- Перший сорт — № 85, 95, 100, 110.
- Другий сорт — № 45, 55, 60, 65.
- Третій сорт — № 10, 15, 20, 25, 35, 40.

Чаї вищих сортів — «букет», «екстра» та вищий сорт — за всіма показниками перебували на найкращому світовому рівні якості зеленого чаю. Чаї першого-третього сортів мали нижчу якість, хоча навіть третій сорт зеленого чаю був досить непоганий. У республіках Середньої Азії був дуже популярний грузинський зелений чай № 95, що має характерний терпкий смак.

## У культурі
У репертуарі гурту «Kreis» (НДР) була пісня «Grusinischer Tee» («Грузинський чай»).